# Lijst van presentatoren van BNN
Hieronder volgt een lijst van presentatoren die bij BNN hebben gewerkt. In 2014 fuseerde BNN met de VARA tot BNNVARA en per 24 augustus 2017 zijn alle omroepactiviteiten daarin opgegaan.

## Presentatoren van BNN
- Marc Adriani (2001-2011, 2012-2017)
- Sahil Amar Aissa (2015-2017)
- Nabil Aoulad Ayad (2007)
- Winfried Baijens (2011-2016)
- Edo Brunner (2006)
- Daphne Bunskoek
- Yolanthe Cabau van Kasbergen (2007-2008)
- Eric Corton (2005-2017)
- Frank Dane (2010-2012)
- Floortje Dessing (2009-2015)
- Angelo Diop (2008-2017)
- Ajouad El Miloudi (2009-2012)
- Kristel van Eijk (2009-2010)
- Gerard Ekdom (2015-2017)
- Lucien Foort (2003-2008)
- Curt Fortin (2005-2008)
- Lex Gaarthuis (2010-2011)
- Wouter van der Goes (2004-2006)
- Bart de Graaff (1998-2002)
- Zarayda Groenhart (2008-2013)
- Sander Guis (2005-2008)
- Olcay Gulsen (2014-2017)
- Fernando Halman (2007-2008)
- Evi Hanssen (2014-2017)
- Maxim Hartman (1998-2002)
- Loes Haverkort (2009-2010)
- Sander de Heer (2000-2008)
- Sophie Hilbrand (2004-2017)
- Jennifer Hoffman (2008)
- Tim Hofman (2011-2017)
- Sander Hoogendoorn (2011-2017)
- Yvon Jaspers (2010)
- Astrid de Jong (2002-2007)
- Rob Kamphues (2004)
- Geraldine Kemper (2009-2017)
- Jeroen Kijk in de Vegte (1999-2004)
- Nicolette Kluijver (2006-2013)
- Victoria Koblenko (2014)
- Jeroen van Koningsbrugge (2005-2008)
- Kraantje Pappie (2014-2017)
- Sander Lantinga (2005-2015)
- Paul de Leeuw (2006-2017)
- Steyn de Leeuwe (2008-2010)
- Daniël Lippens (2009)
- Patrick Lodiers (2001-2014)
- Thijs Maalderink (2014-2017)
- Bridget Maasland (2000-2005)
- Leontien van Moorsel (2014-2017)
- Martijn Muijs (2004-2006)
- Ruben Nicolai (2006-2009, 2011-2015)
- Jeroen Pauw (1998-2003)
- Timur Perlin (2008-2017)
- Gwen van Poorten (2014-2017)
- Kurt Rogiers (2004-2006)
- Katja Schuurman (2001-2008, 2013-2014)
- Chris Silos (2004)
- Jelte Sondij (2014)
- Ramon Stoppelenburg (2005)
- Dennis Storm (2004-2016)
- Coen Swijnenberg (2006-2015)
- Tiësto (2011-2017)
- Willemijn Veenhoven (2005-2017)
- Lieke Veld (2011-2017)
- Hanna Verboom (2004-2006, 2008)
- Rámon Verkoeijen (2009-2017)
- Domien Verschuuren (2010-2017)
- Jan Versteegh (2014-2017)
- Nathan de Vries (2015-2017)
- Erben Wennemars (2010-2017)
- Filemon Wesselink (2004-2017)
- Ruud de Wild (1998-2004)
- Miljuschka Witzenhausen (2008-2017)
- Emma Wortelboer (2015-2017)
- Valerio Zeno (2008-2017)
- Eddy Zoëy (1998-2000, 2002-2009)